# 18e Satellite Awards
De uitreiking van de 18e Satellite Awards, waarbij prijzen werden uitgereikt in verschillende categorieën voor film en televisie uit het jaar 2013, vond plaats in Los Angeles op zondag 23 februari 2014.

## Nominaties & winnaars, film
De nominaties werden bekendgemaakt op 2 december 2013.

### Beste film
- 12 Years a Slave
  - All Is Lost
  - American Hustle
  - Blue Jasmine
  - Captain Phillips
  - Gravity
  - Inside Llewyn Davis
  - Philomena
  - Saving Mr. Banks
  - The Wolf of Wall Street

### Beste actrice
Cate Blanchett – Blue Jasmine
- Amy Adams – American Hustle
- Sandra Bullock – Gravity
- Judi Dench – Philomena
- Adèle Exarchopoulos – La vie d'Adèle
- Julia Louis-Dreyfus – Enough Said
- Meryl Streep – August: Osage County
- Emma Thompson – Saving Mr. Banks

### Beste regisseur
Steve McQueen – 12 Years a Slave
- Joel en Ethan Coen – Inside Llewyn Davis
- Alfonso Cuarón – Gravity
- Paul Greengrass – Captain Phillips
- Ron Howard – Rush
- David O. Russell – American Hustle
- Martin Scorsese – The Wolf of Wall Street
- Woody Allen – Blue Jasmine

### Beste acteur
Matthew McConaughey – Dallas Buyers Club
- Christian Bale – American Hustle
- Bruce Dern – Nebraska
- Leonardo DiCaprio – The Wolf of Wall Street
- Chiwetel Ejiofor – 12 Years a Slave
- Tom Hanks – Captain Phillips
- Robert Redford – All Is Lost
- Forest Whitaker – The Butler

### Beste actrice in een bijrol
June Squibb – Nebraska
- Sally Hawkins – Blue Jasmine
- Jennifer Lawrence – American Hustle
- Lupita Nyong'o – 12 Years a Slave
- Julia Roberts – August: Osage County
- Léa Seydoux – La vie d'Adèle
- Emily Watson – The Book Thief
- Oprah Winfrey – The Butler

### Beste acteur in een bijrol
Jared Leto – Dallas Buyers Club
- Casey Affleck – Out of the Furnace
- Bradley Cooper – American Hustle
- Michael Fassbender – 12 Years a Slave
- Harrison Ford – 42
- Ryan Gosling – The Place Beyond the Pines
- Jake Gyllenhaal – Prisoners
- Tom Hanks – Saving Mr. Banks

### Beste niet-Engelstalige film
- The Broken Circle Breakdown 
  - Bethlehem 
  - La vie d'Adèle 
  - Circles 
  - Four Corners 
  - La grande bellezza 
  - Jagten 
  - Metro Manila 
  - Le Passé --
  - Wadjda

### Beste geanimeerde of mixed media film
The Wind Rises
- Cloudy with a Chance of Meatballs 2
- The Croods
- Epic
- Ernest & Celestine
- Frozen
- Monsters University
- Turbo

### Beste documentaire
Blackfish
- 20 Feet from Stardom
- The Act of Killing
- After Tiller
- American Promise
- Évocateur: The Morton Downey Jr. Movie
- Sound City
- The Square
- Stories We Tell
- Tim's Vermeer

### Beste origineel script
American Hustle – Eric Warren Singer & David O. Russell
- Blue Jasmine – Woody Allen
- Enough Said – Nicole Holofcener
- Her – Spike Jonze
- Inside Llewyn Davis – Joel en Ethan Coen
- Saving Mr. Banks – Kelly Marcel & Sue Smith

### Beste bewerkte script
Philomena – Jeff Pope & Steve Coogan
- 12 Years a Slave – John Ridley
- Before Midnight – Ethan Hawke, Julie Delpy, Richard Linklater
- Captain Phillips – Billy Ray
- Lone Survivor – Peter Berg
- The Wolf of Wall Street – Terence Winter

### Beste soundtrack
Gravity – Steven Price
- 12 Years a Slave – Hans Zimmer
- The Book Thief – John Williams
- Her – Arcade Fire
- Philomena – Alexandre Desplat
- The Secret Life of Walter Mitty – Theodore Shapiro

### Beste filmsong
"Young and Beautiful" – The Great Gatsby
- "Happy" – Despicable Me 2
- "I See Fire" – The Hobbit: The Desolation of Smaug
- "Let It Go" – Frozen
- "Please Mr. Kennedy" – Inside Llewyn Davis
- "So You Know What It's Like" – Short Term 12

### Beste cinematografie
Inside Llewyn Davis – Bruno Delbonnel
- 12 Years a Slave – Sean Bobbitt
- Gravity – Emmanuel Lubezki
- Prisoners – Roger Deakins
- Rush – Anthony Dod Mantle
- The Secret Life of Walter Mitty – Stuart Dryburgh

### Beste visuele effecten
Gravity
- All Is Lost
- The Croods
- Oz the Great and Powerful
- Rush
- World War Z

### Beste montage
American Hustle
- 12 Years a Slave
- Gravity
- Prisoners
- Rush
- The Wolf of Wall Street

### Beste geluidseffecten
Gravity
- All Is Lost
- Captain Phillips
- Elysium
- Inside Llewyn Davis
- Rush

### Beste Art Direction
The Great Gatsby
- The Butler
- The Invisible Woman
- Oz the Great and Powerful
- Rush
- Saving Mr. Banks

### Beste kostuums
The Invisible Woman
- 12 Years a Slave
- The Great Gatsby
- Oz the Great and Powerful
- Rush
- Saving Mr. Banks

### Beste rolbezetting
Nebraska
- Bruce Dern, Will Forte, June Squibb, Stacy Keach, Bob Odenkirk, Mary Louise Wilson, Missy Doty, Angela McEwan, Rance Howard, Devin Ratray, Roger Stuckwisch

## Nominaties & winnaars, televisie

### Beste dramaserie
Breaking Bad
- The Americans
- Downton Abbey
- The Good Wife
- Homeland
- House of Cards
- Last Tango in Halifax
- Mad Men
- Masters of Sex
- Rectify

### Beste komische of muzikale serie
Orange Is the New Black
- Alpha House
- The Big Bang Theory
- Brooklyn Nine-Nine
- Enlightened
- Modern Family
- The Wrong Mans
- A Young Doctor's Notebook
- Veep

### Beste miniserie of televisiefilm
Dancing on the Edge
- Behind the Candelabra
- The Big C: Hereafter
- Burton & Taylor
- Generation War
- Mob City
- Parade's End
- Phil Spector
- Top of the Lake
- The White Queen

### Beste genre-serie
- Game of Thrones
- American Horror Story: Coven
- Arrow
- Grimm
- Marvel's Agents of SHIELD
- Once Upon a Time
- Orphan Black
- The Returned
- Supernatural
- The Walking Dead

### Beste actrice in een dramaserie
Robin Wright – House of Cards als Claire Underwood
- Lizzy Caplan – Masters of Sex als Virginia E. Johnson
- Olivia Colman – Broadchurch als Detective Sergeant Ellie Miller
- Vera Farmiga – Bates Motel als Norma Louise Bates
- Tatiana Maslany – Orphan Black als Various Characters
- Anne Reid – Last Tango in Halifax als Celia Dawson
- Keri Russell – The Americans als Elizabeth Jennings
- Abigail Spencer – Rectify als Amantha Holden

### Beste acteur in een dramaserie
Bryan Cranston – Breaking Bad als Walter White
- Jeff Daniels – The Newsroom als Will McAvoy
- Jon Hamm – Mad Men als Don Draper
- Freddie Highmore – Bates Motel als Norman Bates
- Derek Jacobi – Last Tango in Halifax als Alan Buttershaw
- Michael Sheen – Masters of Sex als Dr. William Masters
- Kevin Spacey – House of Cards als Frank Underwood
- Aden Young – Rectify als Daniel Holden

### Beste actrice in een komische of muzikale serie
Taylor Schilling – Orange Is the New Black als Piper Chapman
- Laura Dern – Enlightened als Amy Jellicoe
- Zooey Deschanel – New Girl als Jessica "Jess" Day
- Lena Dunham – Girls als Hannah Horvath
- Edie Falco – Nurse Jackie als Jackie Payton
- Julia Louis-Dreyfus – Veep als vicepresident Selina Meyer
- Amy Poehler – Parks and Recreation als Leslie Knope
- Jessica Walter – Arrested Development als Lucille Bluth

### Beste acteur in een komische of muzikale serie
John Goodman – Alpha House als senator Gil John Biggs
- Mathew Baynton – The Wrong Mans als Sam Pinkett
- Andre Braugher – Brooklyn Nine-Nine als Captain Ray Holt
- Don Cheadle – House of Lies als Marty Kaan
- James Corden – The Wrong Mans als Phil Bourne
- Jake Johnson – New Girl als Nick Miller
- Jim Parsons – The Big Bang Theory als Dr. Sheldon Cooper

### Beste actrice in een televisiefilm of miniserie
Elisabeth Moss – Top of the Lake als Det. Robin Griffin
- Helena Bonham Carter – Burton & Taylor als Elizabeth Taylor
- Holliday Grainger – Bonnie & Clyde als Bonnie Parker
- Rebecca Hall – Parade's End als Sylvia Tietjens
- Jessica Lange – American Horror Story: Coven als Fiona Goode
- Melissa Leo – Call Me Crazy: A Five Film als Robin
- Helen Mirren – Phil Spector als Linda Kenney Baden
- Sarah Paulson – American Horror Story: Coven als Cordelia Foxx

### Beste acteur in een televisiefilm of miniserie
Michael Douglas – Behind the Candelabra als Liberace
- Matt Damon – Behind the Candelabra als Scott Thorson
- Benedict Cumberbatch – Parade's End als Christopher Tietjens
- Chiwetel Ejiofor – Dancing on the Edge als Louis Lester
- Matthew Goode – Dancing on the Edge als Stanley Mitchell
- Peter Mullan – Top of the Lake als Matt Mitcham
- Al Pacino – Phil Spector als Phil Spector
- Dominic West – Burton & Taylor als Richard Burton

### Beste actrice in een bijrol in een serie, miniserie of televisiefilm
Laura Prepon – Orange Is the New Black als Alex Vause
- Uzo Aduba – Orange Is the New Black als Suzanne "Crazy Eyes" Warren
- Kathy Bates – American Horror Story: Coven als Delphine LaLaurie
- Emilia Clarke – Game of Thrones als Daenerys Targaryen
- Anna Gunn – Breaking Bad als Skyler White
- Margo Martindale – The Americans als Claudia
- Judy Parfitt – Call the Midwife als Sister Monica Joan
- Merritt Wever – Nurse Jackie als Zoey Barkow

### Beste acteur in een bijrol in een serie, miniserie of televisiefilm
Aaron Paul – Breaking Bad als Jesse Pinkman
- Nikolaj Coster-Waldau – Game of Thrones als Jaime Lannister
- William Hurt – Bonnie and Clyde: Dead and Alive als Frank Hamer
- Peter Sarsgaard – The Killing als Ray Seward
- Jimmy Smits – Sons of Anarchy als Nero Padilla
- Corey Stoll – House of Cards als Peter Russo
- Jon Voight – Ray Donovan als Mickey Donovan
- James Wolk – Mad Men als Bob Benson